# Piero Polito
Piero Polito (Bologna, 24 giugno 1925 – Firenze, 2010) è stato un poeta, critico letterario e scrittore italiano.

## Biografia
Nato a Bologna da una famiglia benestante, dopo vari trasferimenti al seguito dei genitori approda stabilmente a Firenze alla fine degli anni Trenta. Studia presso l'università degli Studi di Firenze  dove ha la possibilità di seguire i corsi di Giuseppe De Robertis con il quale discute una tesi su D'Annunzio. 
Per tutto il ciclo della sua carriera ha collaborato con scritti critici, pagine in prosa e in versi, a programmi radiofonici, quotidiani e riviste letterarie. 
Muore nel 2010 a Firenze, città natale della madre.

## Opere
- "Occhi composti" (Firenze, Nuovedizioni [1]Enrico Vallecchi, 1979)
- "Pegni" (Firenze, Pananti, 1993)
- "Reminiscenze e rammarichi" (Firenze, Poli stampa, 1998)
- "Fascinazioni" (Firenze, Falciani, 2001)
- poesie di "Microcosmo" (Firenze, Vallecchi, 1963